# Hugues-François Verchère de Reffye
Hugues François Verchère de Reffye est un homme politique français né le 12 avril 1752 à Marcigny (Saône-et-Loire) et décédé le 10 février 1793 au même lieu.

## Biographie
Hugues François Verchère de Reffye est le fils de Jean-Baptiste, docteur en médecine, et de Catherine Démolins de la Garde. Il prête serment, en qualité d'avocat, devant le parlement de Paris, le 20 mars 1777. De retour de Paris Il  demeure à Marcigny où  il épouse, le 17 février 1778, Christine-Philippine Perrin de Farge, fille de Jean Perrin de Précy, receveur des finances du Brion- nais, et de Madeleine Grumel de Montgaland. Ils eurent sept enfants, deux  garçons et cinq filles.
Il est député du tiers état aux états généraux de 1789 pour la bailliage d'Autun. Il prête le serment du jeu de Paume et fait partie du comité féodal. Le 26 avril 1790, il fait partie des nouveaux membres du comité des recherches, avec : Poulain de Corbion, l'abbé Joubert, de Pardieu, Ledéan, Voidel, Cochon de l'Apparent, Payen-Boisneuf, Rousselet, de Macaye, De Sillery, Babey.
Il est secrétaire de l'Assemblée en mai 1791.